# Boss in incognito
Boss in incognito è un programma televisivo italiano di genere docu-reality in onda in prima serata su Rai 2 dal 27 gennaio 2014 al 2 aprile 2018, e nuovamente dal 7 settembre 2020. È basato sul format di origine britannico Undercover Boss, in onda in Italia sulle reti Discovery.
Le prime due edizioni sono condotte da Costantino della Gherardesca, la terza edizione viene condotta da Flavio Insinna, la quarta da Nicola Savino, la quinta da Gabriele Corsi e dal 2020 al 2025 il programma è condotto da Max Giusti. Dall'autunno 2025 la conduzione passa ad Elettra Lamborghini.

## Il programma
In ogni puntata, un imprenditore a capo di un'azienda assume in incognito le sembianze di un dipendente della propria società travestendosi e truccandosi da tale. Cercando di non farsi riconoscere, documenta le giornate di lavoro di un'intera settimana da lui svolte come dipendente, assieme alla troupe televisiva che lo riprenderà facendo credere ai dipendenti che si tratti di un documentario. Ritornato alla fine nel suo ruolo, il boss, alla sua scrivania, convocherà i dipendenti con cui ha interagito svelando loro la sua identità, facendo anche notare cose sia positive che negative durante il loro operato, venendo poi ricompensati con dei premi speciali, come un aumento di stipendio o di livello nell'azienda, un contratto a tempo indeterminato, la possibilità di trasferirsi in un'altra sede, un viaggio premio per la famiglia ecc. Dopo una prima stagione di 4 episodi, la Rai ne ha ordinato alla Endemol la produzione di una seconda, estesa a dieci episodi e trasmessa in due tranche da cinque episodi ciascuna: la prima viene trasmessa tra dicembre 2014 e gennaio 2015, mentre la seconda nella primavera 2015. Il programma è scritto da Cristiana Farina, Alessia Ciolfi, Yuri Grandone, Giona Peduzzi (prima edizione) e da Cristiana Farina, Yuri Grandone, Nicola Fuiano e Noa Palotto (seconda edizione).
A partire dalla terza edizione, Flavio Insinna sostituisce Costantino della Gherardesca nella conduzione del programma, inoltre, a tutti coloro che interagiranno col boss verrà fatto credere di partecipare ad un finto talent show dal titolo Work in Progress dove il premio finale sarà la vincita di un posto di lavoro e la compilazione di una scheda di valutazione con cui valutare le attività del boss infiltrato.
Nella quarta edizione Nicola Savino sostituisce Flavio Insinna alla conduzione del programma, e a tutti i dipendenti dell'azienda del boss infiltrato verrà detto di partecipare ad un finto gioco televisivo Cambio lavoro, cambio vita in cui ad ogni dipendente il boss dovrà scambiare l'attività e la vita lavorativa dell'altro e compilare una scheda di valutazione con cui valutare le sue attività.
Nella quinta edizione, con l’arrivo di Gabriele Corsi alla conduzione, viene ideata una nuova copertura del boss e lo stesso Corsi sarà presentato come il conduttore di un nuovo e fittizio programma, chiamato Ricollocati, che aiuta persone senza un lavoro a trovarne uno nuovo con protagonista proprio il boss.
Nella sesta edizione, il nuovo conduttore Max Giusti prende il posto del boss in alcune giornate previo travestimento. Per spiegare la presenza delle telecamere, viene detto ai dipendenti che si sta girando il programma Un lavoro in sette giorni per aiutare a ricollocare persone nel mondo lavorativo in tempo di Covid-19.

## Edizioni
| Edizione | Conduzione                   | Periodo           | Periodo           | Puntate |
| Edizione | Conduzione                   | Inizio            | Fine              | Puntate |
| -------- | ---------------------------- | ----------------- | ----------------- | ------- |
| 1ª       | Costantino della Gherardesca | 27 gennaio 2014   | 17 febbraio 2014  | 4       |
| 2ª       | Costantino della Gherardesca | 22 dicembre 2014  | 2 marzo 2015      | 10      |
| 3ª       | Flavio Insinna               | 21 dicembre 2015  | 8 febbraio 2016   | 8       |
| 4ª       | Nicola Savino                | 27 dicembre 2016  | 7 marzo 2017      | 7       |
| 5ª       | Gabriele Corsi               | 2 marzo 2018      | 2 aprile 2018     | 5       |
| 6ª       | Max Giusti                   | 8 settembre 2020  | 28 settembre 2020 | 5       |
| 7ª       | Max Giusti                   | 31 maggio 2022    | 21 giugno 2022    | 4       |
| 8ª       | Max Giusti                   | 9 gennaio 2023    | 6 febbraio 2023   | 5       |
| 9ª       | Max Giusti                   | 4 marzo 2024      | 18 marzo 2024     | 3       |
| 10ª      | Max Giusti                   | 22 ottobre 2024   | 20 gennaio 2025   | 5       |
| 11ª      | Elettra Lamborghini          | 15 settembre 2025 | 6 ottobre 2025    |         |

## Puntate e ascolti

### Prima edizione (2014)
| Puntata | Messa in onda    | Imprenditore                 | Azienda                     | Settore                 | Telespettatori | Share |
| ------- | ---------------- | ---------------------------- | --------------------------- | ----------------------- | -------------- | ----- |
| 1       | 27 gennaio 2014  | David Hassan                 | 7 Camicie                   | Tessile                 | 1 930 000      | 6,60% |
| 2       | 3 febbraio 2014  | Giovanni Battista Pizzimbone | Biancamano                  | Ecologico               | 1 979 000      | 6,77% |
| 3       | 10 febbraio 2014 | Paolo Penati                 | QVC                         | Televendita commerciale | 1 969 000      | 6,60% |
| 4       | 17 febbraio 2014 | Massimo Santini              | Gruppo Corpo Vigili Giurati | Sicurezza               | 2 128 000      | 7,34% |
| Media   | Media            | Media                        | Media                       | Media                   | 2 001 000      | 6,83% |

### Seconda edizione (2014-2015)
| Puntata | Messa in onda    | Imprenditore           | Azienda        | Settore                    | Telespettatori | Share  |
| ------- | ---------------- | ---------------------- | -------------- | -------------------------- | -------------- | ------ |
| 1       | 22 dicembre 2014 | Fabrizio Piantoni      | Blu Hotels     | Alberghiero                | 2 470 000      | 9,58%  |
| 2       | 29 dicembre 2014 | Carmine Martire        | Cerealitalia   | Dolciario-alimentare       | 2 594 000      | 9,42%  |
| 3       | 5 gennaio 2015   | Chiara Nasi            | CIRFOOD        | Ristorazione collettiva    | 2 877 000      | 10,50% |
| 4       | 12 gennaio 2015  | Sandro Ferrone         | Ferrone S.p.a. | Abbigliamento              | 2 193 000      | 7,60%  |
| 5       | 19 gennaio 2015  | Franca Semplici        | Magnani Sposa  | Abbigliamento matrimoniale | 2 321 000      | 8,29%  |
| 6       | 26 gennaio 2015  | Alessandro Onorato     | Moby Lines     | Trasporti marittimi        | 2 527 000      | 8,66%  |
| 7       | 2 febbraio 2015  | Angelo Rinaldi         | LogiMed        | Distribuzione merci        | 2 108 000      | 7,31%  |
| 8       | 16 febbraio 2015 | Nenella Impiglia Curzi | Linea Marche   | Calzaturiero               | 2 167 000      | 7,97%  |
| 9       | 23 febbraio 2015 | Fabio Colucci          | BH Salon       | Acconciaturiero            | 1 880 000      | 6,49%  |
| 10      | 2 marzo 2015     | Gianluca Mech          | Decottopia     | Alimentare                 | 1 843 000      | 6,37%  |
| Media   | Media            | Media                  | Media          | Media                      | 2 298 000      | 8,22%  |

### Terza edizione (2015-2016)
| Puntata | Messa in onda    | Imprenditore                    | Azienda                  | Settore                               | Telespettatori | Share |
| ------- | ---------------- | ------------------------------- | ------------------------ | ------------------------------------- | -------------- | ----- |
| 1       | 21 dicembre 2015 | Paolo Aruta                     | Fratelli La Bufala       | Ristorazione                          | 2 321 000      | 9,15% |
| 2       | 28 dicembre 2015 | Federico Lombardo di Monte Iato | Firriato                 | Vitivinicolo                          | 2 567 000      | 9,97% |
| 3       | 4 gennaio 2016   | Eugenio Preatoni                | Domina Vacanze           | Alberghiero                           | 2 590 000      | 9,58% |
| 4       | 11 gennaio 2016  | Francesco Biasion               | Bifrangi                 | Stampaggio acciai                     | 2 405 000      | 8,71% |
| 5       | 18 gennaio 2016  | Leonardo Massa                  | MSC Crociere             | Crociere                              | 2 140 000      | 7,58% |
| 6       | 25 gennaio 2016  | Giuseppe Di Martino             | Pastificio G. Di Martino | Alimentare                            | 2 349 000      | 8,43% |
| 7       | 1º febbraio 2016 | Bachisio Ledda                  | Mail Express             | Poste private                         | 1 934 000      | 7,28% |
| 8       | 8 febbraio 2016  | Paolo Scudieri                  | Adler Group              | Componenti per industria di trasporto | 2 097 000      | 7,68% |
| Media   | Media            | Media                           | Media                    | Media                                 | 2 300 000      | 8,55% |

### Quarta edizione (2016-2017)
| Puntata | Messa in onda    | Imprenditore        | Azienda                                   | Settore               | Telespettatori | Share |
| ------- | ---------------- | ------------------- | ----------------------------------------- | --------------------- | -------------- | ----- |
| 1       | 28 dicembre 2016 | Francesco Bove      | Queen's Chips Amsterdam                   | Ristorazione          | 2 167 000      | 8,52% |
| 2       | 24 gennaio 2017  | Guido Di Stefano    | Maglificio Gran Sasso                     | Tessile               | 2 395 000      | 9,09% |
| 3       | 31 gennaio 2017  | Costantino Vaia     | Consorzio Casalasco del Pomodoro - Pomì   | Alimentare            | 2 383 000      | 8,90% |
| 4       | 14 febbraio 2017 | Giuseppe Condorelli | Industria Dolciaria Belpasso - Condorelli | Dolciario-alimentare  | 2 010 000      | 7,90% |
| 5       | 21 febbraio 2017 | Giulia Adragna      | Premiati Oleifici Barbera                 | Oleario               | 1 850 000      | 7,00% |
| 6       | 28 febbraio 2017 | Pierluigi Zamò      | ILCAM                                     | Semilavorati in legno | 1 873 000      | 7,17% |
| 7       | 7 marzo 2017     | Gianni De Maio      | Ceramica di Vietri Francesco De Maio      | Ceramiche             | 1 417 000      | 5,60% |
| Media   | Media            | Media               | Media                                     | Media                 | 2 014 000      | 7,74% |

### Quinta edizione (2018)
| Puntata | Messa in onda | Imprenditore      | Azienda           | Settore              | Telespettatori | Share |
| ------- | ------------- | ----------------- | ----------------- | -------------------- | -------------- | ----- |
| 1       | 2 marzo 2018  | Paolo Luchi       | PerDormire        | Materassi            | 1 741 000      | 6,90% |
| 2       | 8 marzo 2018  | Marco D'Arrigo    | California Bakery | Dolciario-alimentare | 1 479 000      | 6,10% |
| 3       | 15 marzo 2018 | Stefano Cigarini  | Cinecittà World   | Parco divertimenti   | 1 421 000      | 5,70% |
| 4       | 19 marzo 2018 | Umberto Di Carlo  | Tekneko           | Ecologico            | 1 668 000      | 6,60% |
| 5       | 26 marzo 2018 | Vari imprenditori | Salumificio Sano  | Alimentare           | 1 428 000      | 5,80% |
| Media   | Media         | Media             | Media             | Media                | 1 547 000      | 6,20% |

### Sesta edizione (2020)
| Puntata                    | Messa in onda     | Imprenditore      | Azienda       | Settore            | Telespettatori | Share  |
| -------------------------- | ----------------- | ----------------- | ------------- | ------------------ | -------------- | ------ |
| 1                          | 8 settembre 2020  | Francesca Ossani  | Crik Crok     | Alimentare         | 2 188 000      | 10,63% |
| 2                          | 15 settembre 2020 | Carlo De Riso     | Costieragrumi | Agricolo           | 1 866 000      | 8,50%  |
| 3                          | 21 settembre 2020 | Carmela Schettino | La Contadina  | Agricolo           | 2 008 000      | 8,80%  |
| 4                          | 28 settembre 2020 | Renato Lenzi      | Zoomarine     | Parco divertimenti | 1 484 000      | 6,17%  |
| Media                      | Media             | Media             | Media         | Media              | 1 886 000      | 8,53%  |
| Puntata speciale natalizia | 21 dicembre 2020  | Enrico Galasso    | Birra Peroni  | Alimentare         | 1 775 000      | 7,50%  |

### Settima edizione (2022)
| Puntata | Messa in onda  | Imprenditore     | Azienda        | Settore                                        | Telespettatori | Share  |
| ------- | -------------- | ---------------- | -------------- | ---------------------------------------------- | -------------- | ------ |
| 1       | 31 maggio 2022 | Martina Oliviero | Oliviero       | Alimentare                                     | 1 844 000      | 10,90% |
| 2       | 7 giugno 2022  | Ugo Pellegrino   | Arcadia Yachts | Nautica                                        | 1 443 000      | 8,00%  |
| 3       | 14 giugno 2022 | Marco Arletti    | Chimar spa     | Produzione di scatole e imballaggi industriali | 1 374 000      | 7,80%  |
| 4       | 21 giugno 2022 | Gerardo Acampora | Megic Pizza    | Alimentare                                     | 1 178 000      | 9,20%  |
| Media   | Media          | Media            | Media          | Media                                          | 1 460 000      | 8,98%  |

### Ottava edizione (2023)
| Puntata | Messa in onda   | Imprenditore     | Azienda                | Settore                                | Telespettatori | Share |
| ------- | --------------- | ---------------- | ---------------------- | -------------------------------------- | -------------- | ----- |
| 1       | 9 gennaio 2023  | Claudio Papa     | Dolceamaro             | Dolciario-alimentare                   | 1 265 000      | 7,04% |
| 2       | 16 gennaio 2023 | Riccardo Pezzali | Profunghi              | Funghicoltura                          | 1 479 000      | 8,54% |
| 3       | 23 gennaio 2023 | Angelo Pinto     | Pinto SRL              | Edilizia                               | 1 425 000      | 7,67% |
| 4       | 30 gennaio 2023 | Daniele Masella  | Biscottificio Casilino | Dolciario-alimentare                   | 1 411 000      | 7,70% |
| 5       | 6 febbraio 2023 | Michele Zanella  | O Bag                  | Personalizzazione di borse e accessori | 1 409 000      | 7,69% |
| Media   | Media           | Media            | Media                  | Media                                  | 1 398 000      | 7,73% |

### Nona edizione (2024)
| Puntata | Messa in onda | Imprenditore        | Azienda                                   | Settore        | Telespettatori | Share |
| ------- | ------------- | ------------------- | ----------------------------------------- | -------------- | -------------- | ----- |
| 1       | 4 marzo 2024  | Alessandro Condurro | L’Antica Pizzeria da Michele in the world | Alimentare     | 1 177 000      | 6,90% |
| 2       | 11 marzo 2024 | Andrea Pascolini    | Urbani Tartufi                            | Tartuficoltura | 981 000        | 5,93% |
| 3       | 18 marzo 2024 | Chiara Iachini      | Don the Fuller                            | Abbigliamento  | 1 093 000      | 6,41% |
| Media   | Media         | Media               | Media                                     | Media          | 1 084 000      | 6,41% |
| Replica | 25 marzo 2024 | Martina Oliviero    | Oliviero                                  | Alimentare     | 1 055 000      | 5,80% |

### Decima edizione  (2024-2025)
| Puntata | Messa in onda    | Imprenditore        | Azienda                                   | Settore       | Telespettatori | Share |
| ------- | ---------------- | ------------------- | ----------------------------------------- | ------------- | -------------- | ----- |
| 1       | 22 ottobre 2024  | Domenico Bianco     | Soavegel                                  | Alimentare    | 1 009 000      | 6,15% |
| 2       | 28 ottobre 2024  | Monica Riva         | Riva 1920                                 | Arredamento   | 914 000        | 6,09% |
| 3       | 4 novembre 2024  | Alberto Zampino     | Pastificio Gentile                        | Alimentare    | 993 000        | 6,50% |
| 4       | 13 gennaio 2025  | Mauro Mastrototaro  | Mastrototaro Food                         | Alimentare    | 1 089 000      | 6,30% |
| 5       | 20 gennaio 2025  | Umberto Maccario    | Zoom Torino                               | Zootecnia     | 1 012 000      | 5,94% |
| Media   | Media            | Media               | Media                                     | Media         | 1 003 000      | 6,19% |
| Replica | 11 novembre 2024 | Ugo Pellegrino      | Arcadia Yachts                            | Nautica       | 1 041 000      | 5,77% |
| Replica | 18 novembre 2024 | Gerardo Acampora    | Megic Pizza                               | Alimentare    | 1 126 000      | 6,79% |
| Replica | 27 gennaio 2025  | Alessandro Condurro | L’Antica Pizzeria da Michele in the world | Alimentare    | 1 071 000      | 6,08% |
| Replica | 3 febbraio 2025  | Chiara Iachini      | Don the Fuller                            | Abbigliamento | 860 000        | 4,65% |

## Audience
| Edizione | Rete televisiva | Anno      | Stagione          | Programmazione | Programmazione | Programmazione | Programmazione | Programmazione | Programmazione | Programmazione | Collocazione | Telespettatori | Share |
| Edizione | Rete televisiva | Anno      | Stagione          | L              | M              | M              | G              | V              | S              | D              | Collocazione | Telespettatori | Share |
| -------- | --------------- | --------- | ----------------- | -------------- | -------------- | -------------- | -------------- | -------------- | -------------- | -------------- | ------------ | -------------- | ----- |
| 1ª       | Rai 2           | 2014      | inverno           |                |                |                |                |                |                |                | Prima serata | 2 001 000      | 6,83% |
| 2ª       | Rai 2           | 2014-2015 | inverno           | 2 298 000      | 8,22%          |                |                |                |                |                | Prima serata |                |       |
| 3ª       | Rai 2           | 2015-2016 | inverno           | 2 300 000      | 8,55%          |                |                |                |                |                | Prima serata |                |       |
| 4ª       | Rai 2           | 2016-2017 | inverno           |                |                |                | 2 014 000      | 7,74%          |                |                | Prima serata |                |       |
| 5ª       | Rai 2           | 2018      | inverno-primavera |                |                |                |                |                | 1 547 000      | 6,20%          | Prima serata |                |       |
| 6ª       | Rai 2           | 2020      | estate-autunno    |                |                |                | 1 886 000      | 8,53%          |                |                | Prima serata |                |       |
| 7ª       | Rai 2           | 2022      | primavera-estate  |                | 1 460 000      | 8,98%          |                |                |                |                | Prima serata |                |       |
| 8ª       | Rai 2           | 2023      | inverno           |                |                | 1 398 000      | 7,72%          |                |                |                | Prima serata |                |       |
| 9ª       | Rai 2           | 2024      | inverno           | 1 084 000      | 6,41%          |                |                |                |                |                | Prima serata |                |       |
| 10ª      | Rai 2           | 2024-2025 | autunno-inverno   |                | 1 003 000      | 6,19%          |                |                |                |                | Prima serata |                |       |